# Messier 82
Messier 82 (také Doutník nebo NGC 3034) je nepravidelná galaxie v souhvězdí Velké medvědice, byla objevena Johannem Elertem Bodem dne 31. prosince 1774, společně s nedalekou M 81. Obě jsou dnes nazývány jako Bodeho galaxie a jsou spolu s NGC 2403 nejjasnějšími členy skupiny galaxií M81.

## Supernovy
V této galaxii se 21. ledna 2014 objevila supernova typu Ia s názvem SN 2014J a největší magnitudou 10,5.